# Ducasse d’Ath

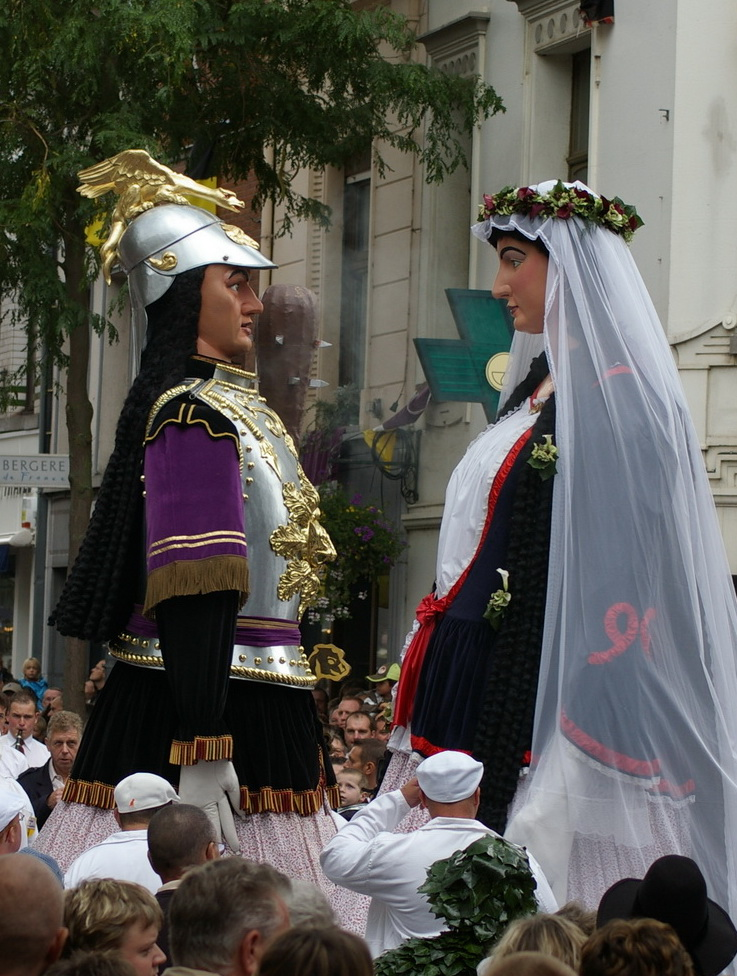
Herr und Frau Goliath tanzen über die Brücke des Gadre, 23. August 2008

Die Ducasse d’Ath ist ein traditionelles Stadtfest in der Stadt Ath in der Provinz Hennegau im französischsprachigen Teil Belgiens (Wallonie). Erstmals gefeiert im Mittelalter, hat es sich mit der Zeit zu einem beliebten mehrtägigen Fest entwickelt, das traditionell am vierten Augustwochenende stattfindet. Die Bedeutung des Festes beruht vor allem auf seinen traditionsreichen Riesenfiguren. Wie viele andere vergleichbare Feste hat der Brauch in Ath seine Ursprünge in kirchlichen Prozessionen.
Seit 2005 wurde die Ducasse d'Ath von der UNESCO unter dem Titel Prozessionen der Riesen und Drachen aus Belgien und Frankreich als Meisterwerk des mündlichen und immateriellen Erbes der Menschheit geführt,
jedoch 2022 wegen Rassismusvorwürfen wieder daraus entfernt.

## Historischer Hintergrund

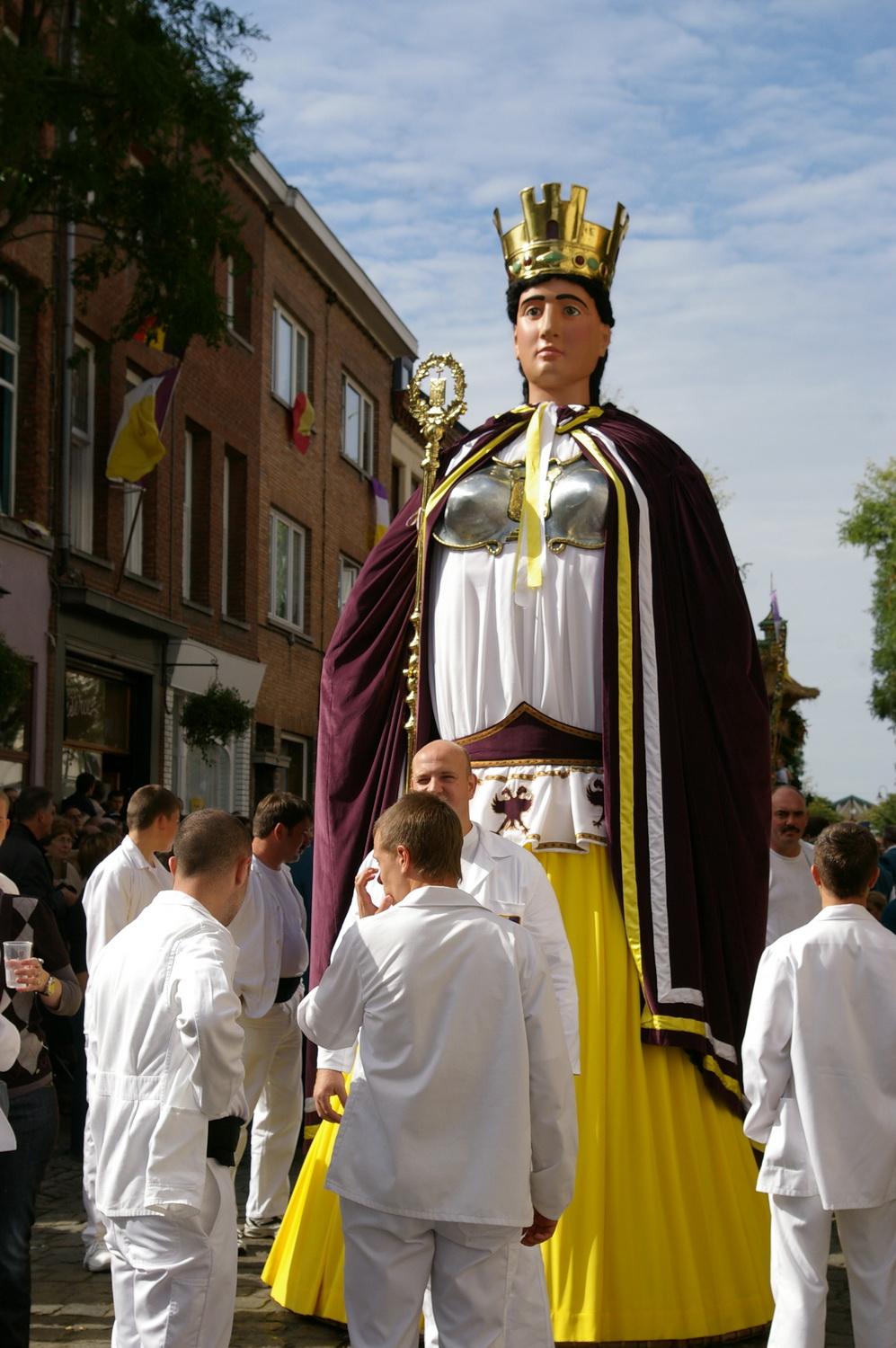
Mlle Victoire

### Riesenprozessionen in Europa
Die ältesten bekannten Hinweise auf Prozessionsriesen kommen aus dem 13. Jahrhundert aus Portugal. Die erste Abbildung eines Prozessionsriesen findet sich 1398 in Antwerpen. Für das 15. Jahrhundert sind in 10 Städten Riesenprozessionen überliefert.
Figuren dieser Prozessionen sind der Riese Goliath, Christophorus, Herakles, Simson und das Pferd Bayard mit den vier Haimonskindern.
Es handelt sich meist um Figuren mit religiös-mythischem Hintergrund, wie die biblischen Erzählungen von Goliath und von Simson, verschiedenen Figuren aus der christlichen Heiligenverehrung, oder vom Halbgott Herakles aus der griechischen Mythologie. Die Geschichten um das große Pferd Bayard aus dem frühmittelalterlichen Sagekreis sind die einzigen profanen Elemente der Prozessionen.
Diese Prozessionsspiele wurden durch Handelsbeziehungen von einer Stadt zur anderen verbreitet. Besondere Beliebtheit erfuhren sie zum Beispiel in den Niederlanden, Spanien, Österreich und England. Einige dieser Traditionen haben sich auf unterschiedliche Weise in den einzelnen Ländern oder Regionen erhalten.

### Hintergrund der Ducasse d’Ath
Die Stadt Ath wurde nach 1160 gegründet. Baudouin IV, Graf von Hennegau, kaufte einen Teil des Landes Gilles de Trazegnies ab. Er baute einen quadratischen Bergfried, den Tour Burbant, um den Norden seiner Grafschaft zu schützen, sowie eine kleine Kirche, die dem heiligen Michael geweiht war. Sie gehörte der Abtei von Liessies (im heutigen Nordfrankreich). Im 14. Jahrhundert erfuhr die Stadt eine starke Erweiterung. Ein zweiter Mauerring wurde errichtet und 1393 begann der Bau der Kirche Saint-Julien, die dem heiligen Julien de Brioude geweiht war, einem christlichen römischen Soldaten.
Die Ursprünge der Prozession liegen in dieser Zeit und stehen in Zusammenhang mit der Erweiterung der Stadt. Die Prozession fand am vierten Sonntag im August, kurz vor dem Patronatsfest des heiligen Julien de Brioude am 28. August, statt. Die ersten Riesen sind am Ende des 15. Jahrhunderts bezeugt. Die Umzugsriesen wurden in der Prozession mitgetragen, die eine Mischung aus frommer und weltlicher Veranstaltung war. Die Heiligenfiguren dienten, ähnlich wie die Mysterienspiele, zur Unterweisung der meist schreibunkundigen Bevölkerung der Stadt und ihres Umlands.

## Die Geschichte der Ducasse d’Ath

### Entstehung der Ducasse d’Ath

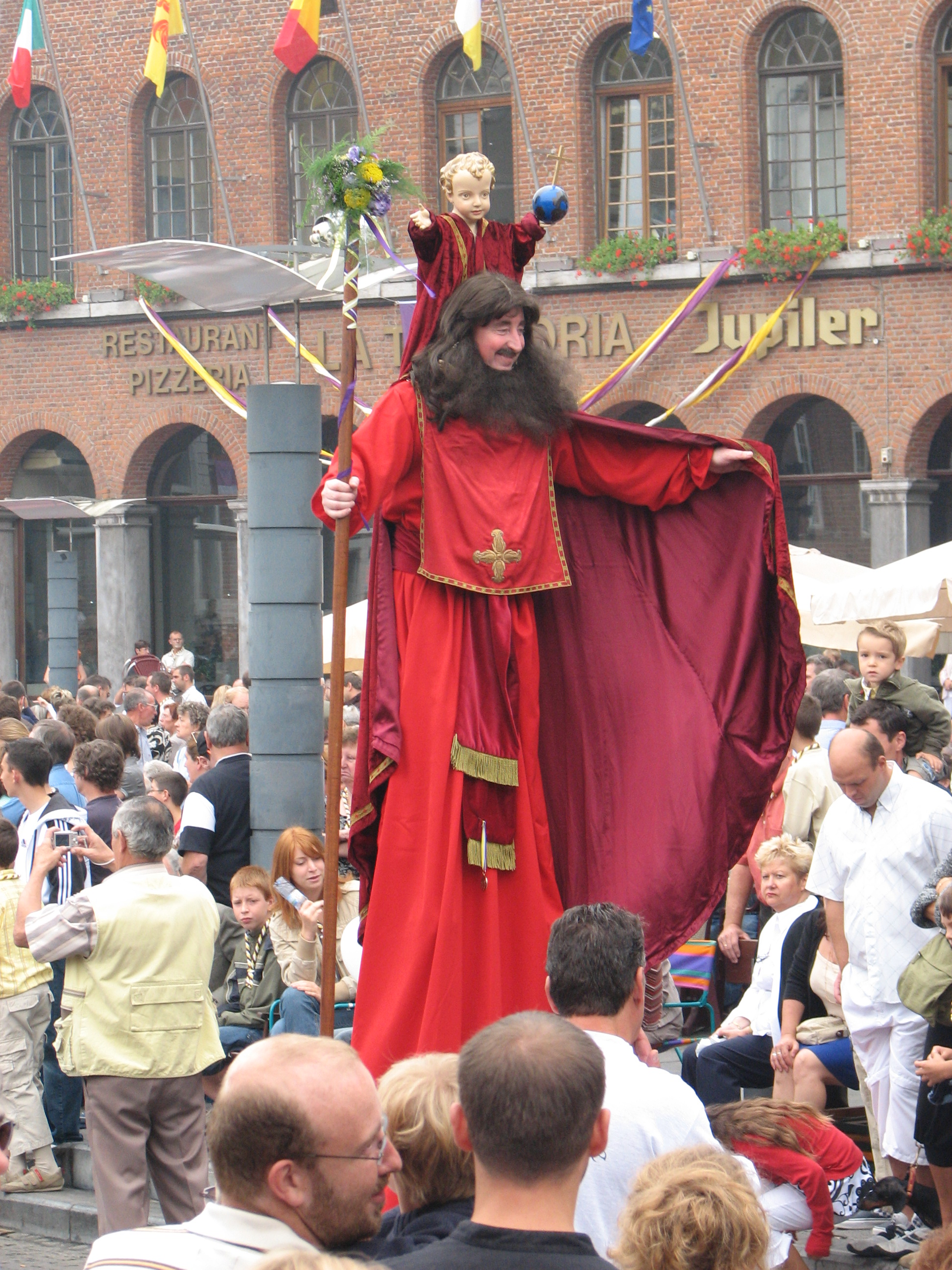
Darstellung des heiligen Christophorus

Im Jahr 1399 findet sich die erste Erwähnung einer Prozession in Steuerkonten der Stadt. Seit 1430 ist eine Prozession mit einer Gruppe von Figuren aus der alten Pfarrkirche Saint Julien de Brioude überliefert. Das Steuerbuch von 1431–1432 umfasst eine Zahlung von vier Livres an die Darsteller bzw. Träger von mehreren Heiligen und Märtyrern.
Im Jahr 1462 vervielfachte sich die Zahl der dargestellten biblischen Geschichten. Dabei waren 41 Pferdepaar im Einsatz. Auf den meisten der Wagen, die sie zogen, wurden Theaterszenen gespielt. Das Ereignis des Jahres war jedoch das erstmalige Auftreten des riesigen Pferdes Bayard mit den vier Söhnen des Haimon. Das Pferd war eine Kopie des Pferdes von Oudenaarde und wurde wie auch in den folgenden Jahren von einer Gruppe von zehn bis zwölf Männern getragen. Eine Überlieferung berichtet, dass mehr als 39 livres tournois als Kosten für den Bau und die Ausrüstung des Pferdes angefallen seien. Im selben Jahr wird die Figur des heiligen Christophorus erwähnt. Im Jahr 1481 tritt erstmals der historische Riese Goliath in Erscheinung.
Der Ablauf des Umzugs in dieser Zeit ist kaum rekonstruierbar. Vor dem [18. Jahrhundert] gibt es keine zeitgenössischen Quellen zu diesem Thema. Dokumentiert sind Szenen des Alten und Neuen Testaments; zum Beispiel die Gruppe der Propheten, die Geschichte von Daniel, der Geburt und Passion Christi, die Verkündigung, die Darstellung des Herrn im Tempel und die Geschichte der Madeleine. Außerdem traten verschiedene militärische Einheiten mit jeweils zeitgemäßer Bewaffnung von Bogenschützen über Armbrustschützen bis zu Kanonieren auf.

### Vom 16. Jahrhundert bis zur Französischen Revolution

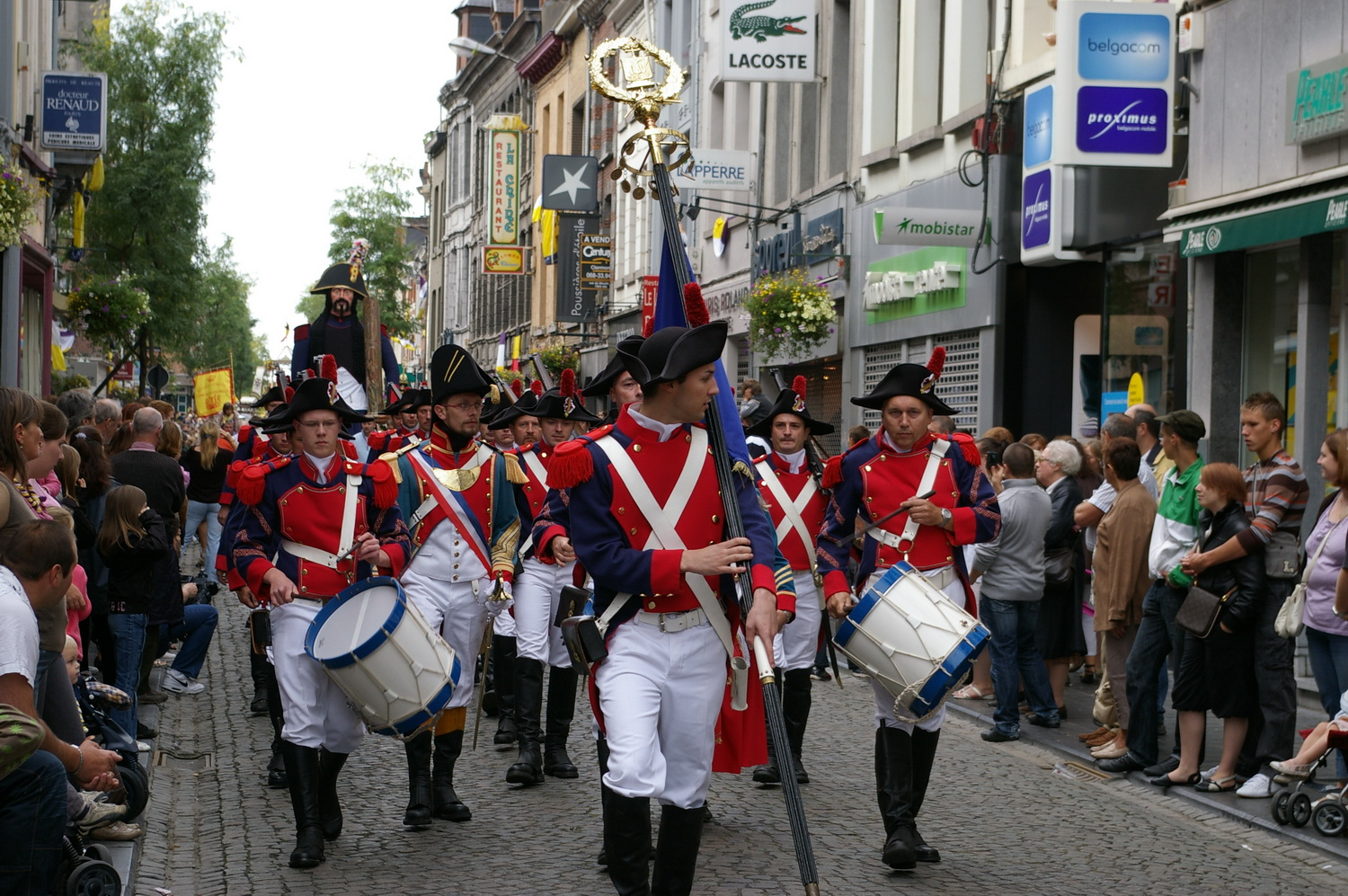
Die Blauen mit dem Riesen Samson

Zwischen 1450 und 1550 vergrößerte sich die Prozession noch einmal. In der zweiten Hälfte des 16. Jahrhunderts kam es zu finanziellen Krisen, insbesondere in der Zeit von 1578 bis 1599, welche die Gemeindefinanzen fast völlig ruinierten. Der Grund für die schwierige wirtschaftliche Situation waren die zahlreichen Abgaben, Steuern und Requisitionen, verschiedene Kriege und die Pest.
Der Wagen der triumphierenden Kirche stammt aus dem 17. Jahrhundert und geht auf die Gegenreformation zurück. Der Riese Samson kam 1679 als Riese der Bruderschaft der Kanoniere in den Umzug der Ducasse d’Ath. Möglicherweise gab es schon früher eine Samsonfigur; dies ist jedoch nicht mit Quellen belegbar.
Zwischen 1701 und 1713 fand die Ducasse nicht statt: Von 1701 bis 1706 war die Stadt französisch besetzt, danach war sie Garnisonsstadt einer niederländischen Einheit. 1714 und 1715 wurde der Umzug durch den Bau des Triumphwagens der Frau Goliath und durch ein zweites Pferd, Diricq, erweitert. Seit dieser Zeit „heiratet“ Goliath jedes Jahr am Vorabend der Ducasse, bevor er mit David kämpft.
Während des Österreichischen Erbfolgekriegs ab 1742 war der Magistrat der Stadt verantwortlich für die Wagen und Figuren. 1749 verließen die Franzosen die Stadt, die zu diesem Zeitpunkt unter den Kriegsfolgen litt. Dennoch beschloss der Rat der Stadt, wieder genau so wie nach dem letzten Krieg vorzugehen: Man restaurierte die Figur des Goliaths.
Am 11. Februar 1786 legte ein Edikt des Kaisers Joseph II. von Österreich fest, dass alle Kirmessen (Ducasses) im ganzen Land am selben Tag, nämlich dem zweiten Sonntag nach Ostern gefeiert werden müssten. Ausdrücklich wurden keine weltlichen Feiern und Umzüge am Vorabend erlaubt. Am 15. Mai forderte die Regierung den Magistrat auf, die Gegenstände der Ducasse zu verkaufen. Sie konnten jedoch dieses Mal noch gerettet werden. Am 12. August 1790, wurde vom Kaiser das Edikt von 1786 widerrufen. Zu den zwei restaurierten Riesenfiguren kamen zwei neue Diricq-Pferde. Der Umzug wurde in dieser Form nun bis 1793 beibehalten.
Im Zuge der Französischen Revolution übernahmen 1794 die Jakobiner die Macht. Für sie waren die Figuren ein Teil des Alten Regimes. Am 28. August wurden die 14 Riesendarstellungen auf dem Markt verbrannt.

### Im 19. Jahrhundert

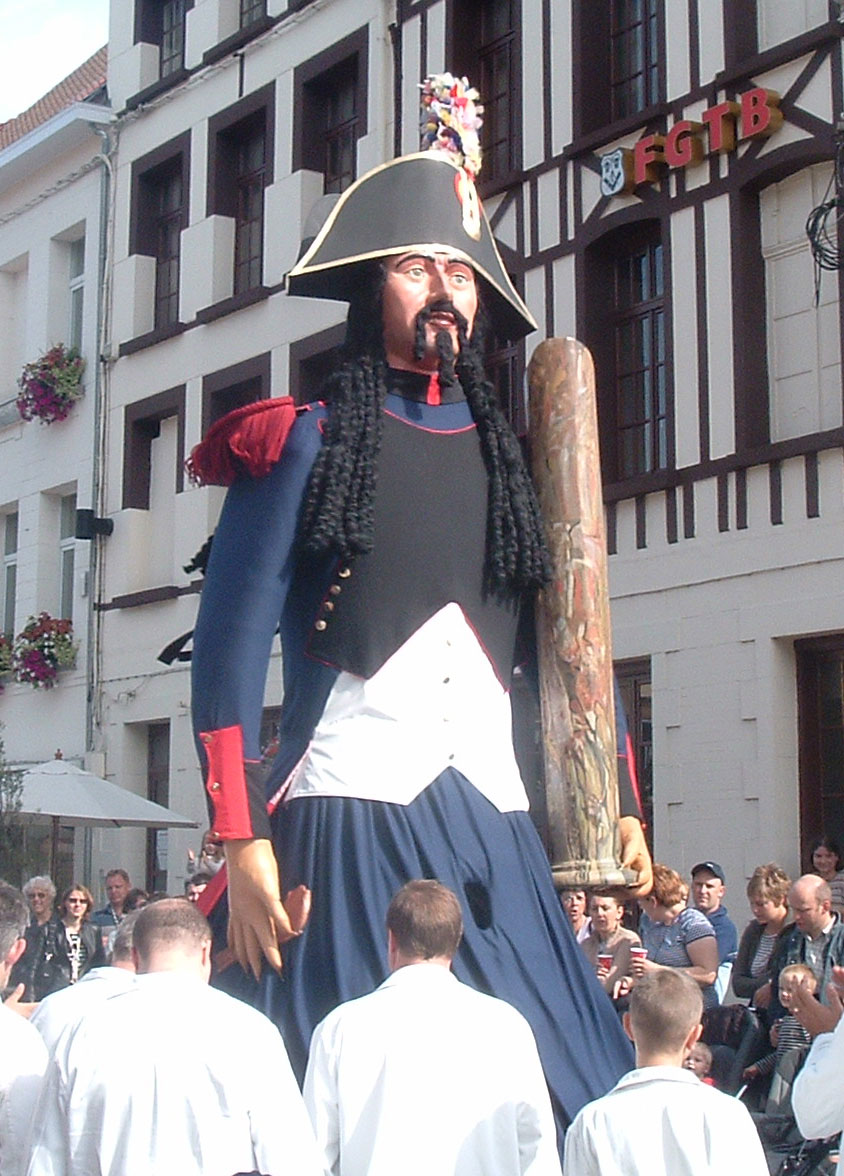
Samson

Es sollte bis zum Jahr 1804 dauern, bis die Prozession wieder durchgeführt wurde und erst 1806–1807 wurden neue Riesenfiguren vom Bildhauer Emmanuel Florent geschaffen: L'Aigle, Samson, Goliath und seine Frau, sowie im Jahre 1807 Tirant. Die Bruderschaften waren aufgehoben, dennoch begleiteten verschiedene Handwerker ihr Wahrzeichen. Tirant wurde von den Bogenschützen und Samson von den Kanonieren begleitet. Der Adler und Goliath und seine Frau waren jedoch ohne Begleitung. Wie in der alten Prozession waren die kirchlichen und weltlichen Vereinigungen sowie die Wagen und die religiösen Gruppen Teil des Umzugs.
Die nächste Änderung der Prozession wurde 1819 durch die niederländische Regierung veranlasst: Die Prozession fand ohne Riesenfiguren statt und wurde zu einem rein weltlichem Umzug mit ungewisser Zukunft. Das von den Ideen der Französischen Revolution geprägte Bürgertum hatte keinen Sinn für folkloristische Feste. Ausschließlich wirtschaftliche Interessen rechtfertigten die kommunalen Ausgaben für die Ducasse.
Aber schon damals suchten die Organisatoren nach ungewöhnlichen oder spektakulären Veranstaltungen, um die Prozession nicht sterben zu lassen. Im Jahr 1820 befanden sich auf Wagen Jakobs vierzig Kinder in ägyptischen Kostümen. Es wurden Szenen der damals sehr populären komischen Oper Lodoïska von Luigi Cherubini dargestellt, sowie ein Pascha mit seinem Generalstab. Der „Wagen der Schönen“ war von einer Gruppe von Barbaren umgeben. Im Jahr 1823 existierte ein Wagen mit 60 kleinen Mamelucken im Alter von 6 Jahren mit Schnurrbart.

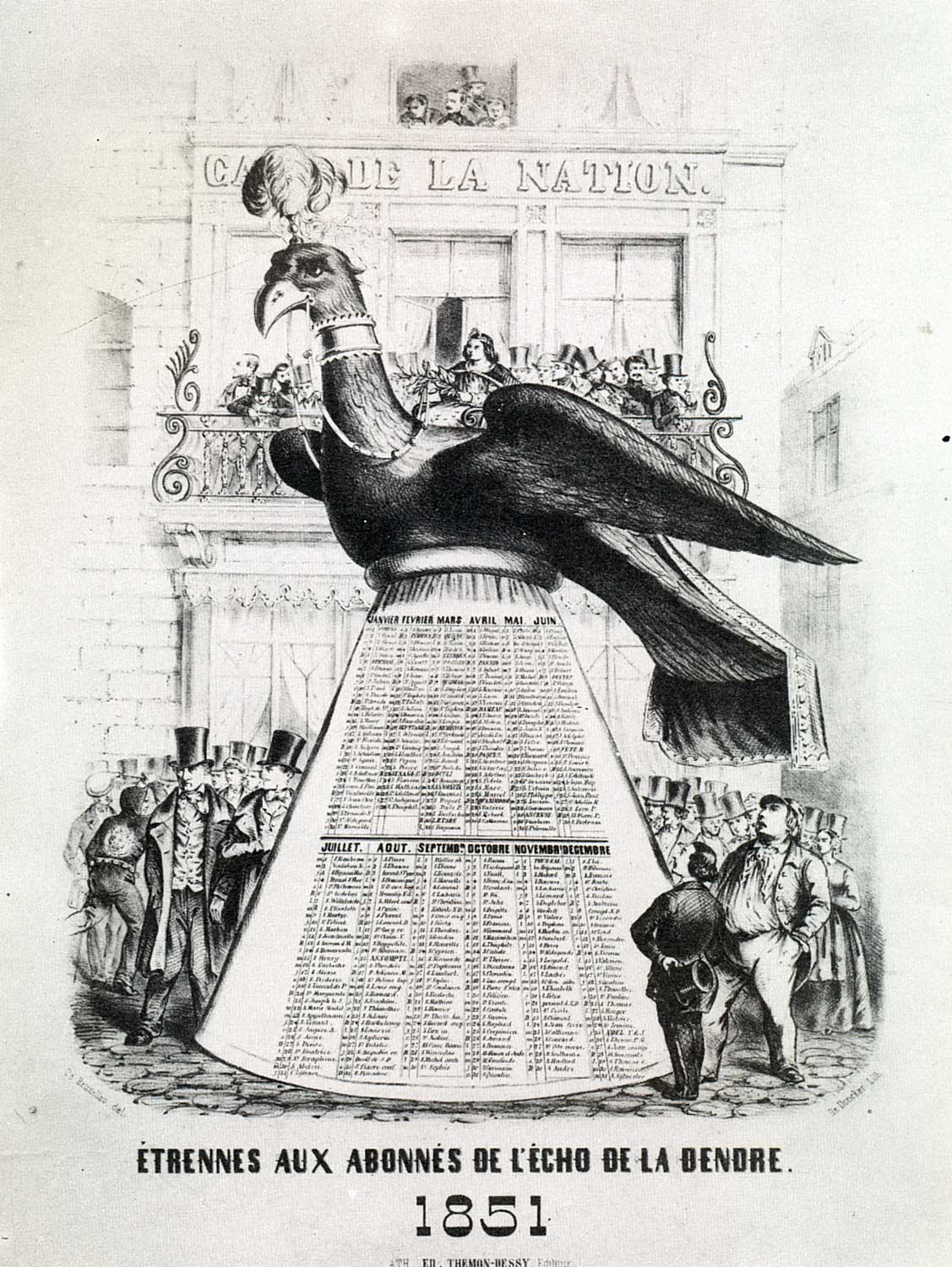
Der Adler von Ath 1851, damals noch mit nur einem Kopf

Seit 1830 zum neu gegründeten belgischen Staat gehörend verschlechtert sich für die Stadt Ath ab 1840 die wirtschaftliche und soziale Lage, vor allem durch Krise des Flachsanbaus und der Flachsverarbeitung. 1846 galt die Hälfte der 8500 Einwohner als „arm“. Der Kartoffel-Mehltau, die Krise von 1848 und die Cholera von 1849 waren weitere Probleme. Die Ressourcen der Stadt sanken bei gleichzeitig steigenden Ausgaben. Durch diese Krise wurde auch die Qualität des Umzugs in Mitleidenschaft gezogen. Dennoch blieb der Umzug bei der Bevölkerung beliebt.
Ab dem Jahr 1850 kamen mehr und mehr publikumswirksame Attraktionen in den Umzug: Inder, Schotten, der Kaiser von China mit Mandarinen und Mamelucken brachten eine exotische Note in den Umzug. Weiterhin nahmen nun auch Künstler und Musikkapellen aus der Region teil. Der Lokalpatriotismus wurde durch die Errichtung eines Wagens mit Berühmtheiten der Stadt bedient. Auch einige religiöse Gruppen nahmen wieder am Umzug teil: Sankt Johannes der Täufer, die Flucht nach Ägypten und der Wagen der triumphierenden Kirche. Die Pferde Diricq sind jedoch verschwunden. Die Riesenfiguren wurden renoviert und waren wieder ein selbstverständlicher Teil des Umzugs. Der Riese Tirant hatte seinen Namen geändert: Er wurde zu Ambiorix. Dieser Wandel ist auf die Rezeption der belgischen Unabhängigkeit von 1830 in der Kunst zurückzuführen. Ambiorix, ein gallischer Kämpfer zur Zeit Caesars, symbolisiert den Stolz des belgischen Bürgertums auf die neue Nation und ihre historischen Wurzeln.

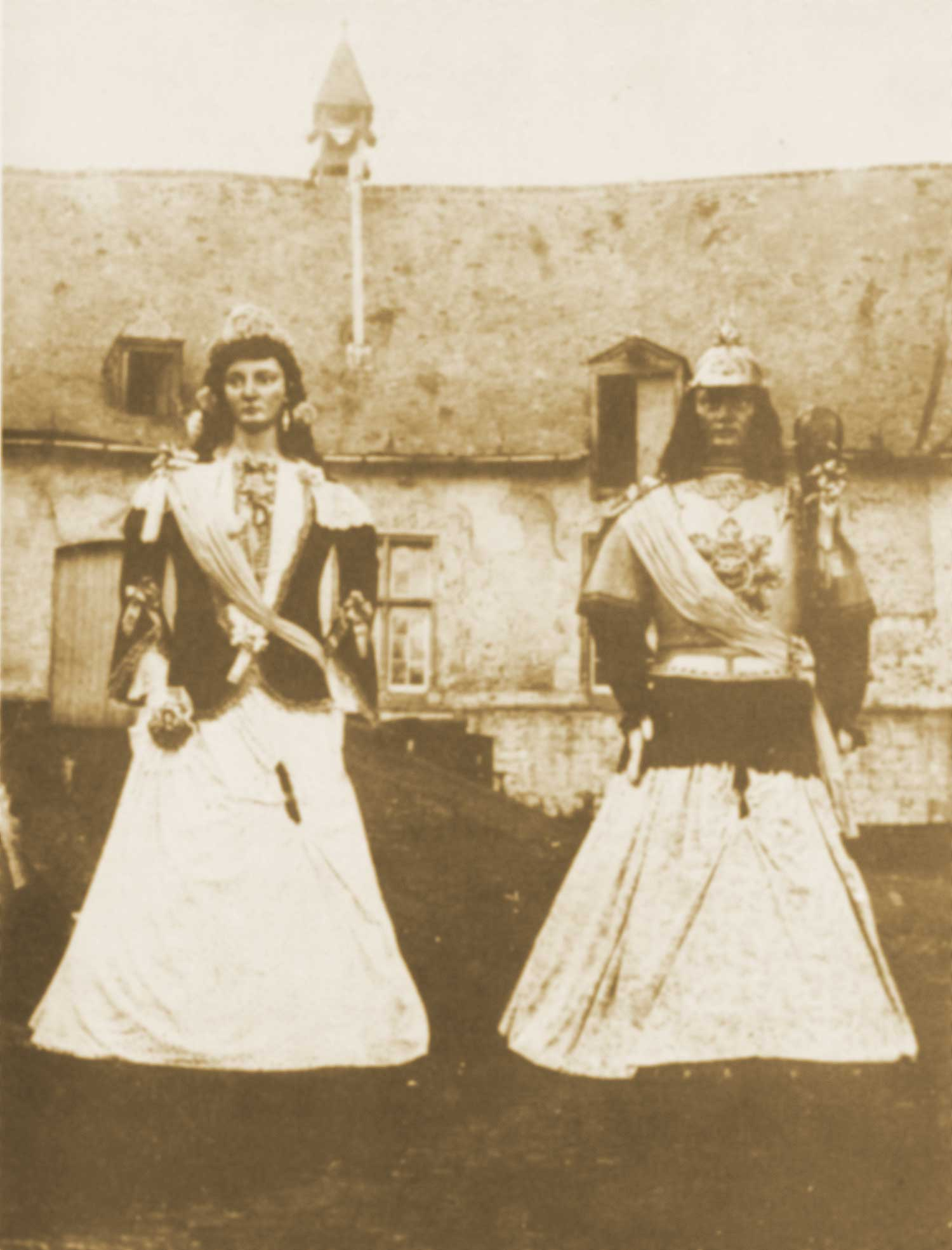
Goliath und Frau am 18. November 1895

Der „Aigle monocéphale“ (Adler des Johannes des Evangelisten) wird doppelköpfig, und so an das Wappen der Stadt angepasst. Im Jahr 1854 bekommt der Umzug beim königlichen Besuch einen außergewöhnlichen Bildlauf. Der Umzug findet am Mittwoch, dem 13. September, vor der königlichen Familie statt. Bei dieser Gelegenheit zeigt sich der Adler zum ersten Mal doppelköpfig. Diese Skulpturen wurden in der Werkstatt der Schreiner Emmanuel Cambier angefertigt.
Im Jahr 1860 wurde „Mlle Victoire“ wieder in den Zug aufgenommen. Ursprünglich das Symbol des Sieges der Österreicher über Frankreich 1793, wurde sie schon ein Jahr später verbrannt. 1860 wurde sie unter dem Namen „Die Stadt Ath“ wieder in den Umzug aufgenommen. Der Kopf ist das Werk von Ernest Ouverleaux, nach einer Zeichnung von Henri Maikäfer, dem Direktor der Akademie für Design in Ath.

### Im 20. Jahrhundert
Zwischen 1884 und 1934 werden insbesondere die beiden Hauptfiguren, Herr und Frau Goliath, für politische Zwecke eingesetzt. Sie werden zeitweise in den Farben der dominierenden politischen Parteien, der Liberalen oder der Sozialisten, eingekleidet und so der Sieg der jeweiligen Partei bei der letzten Kommunalwahl gefeiert.

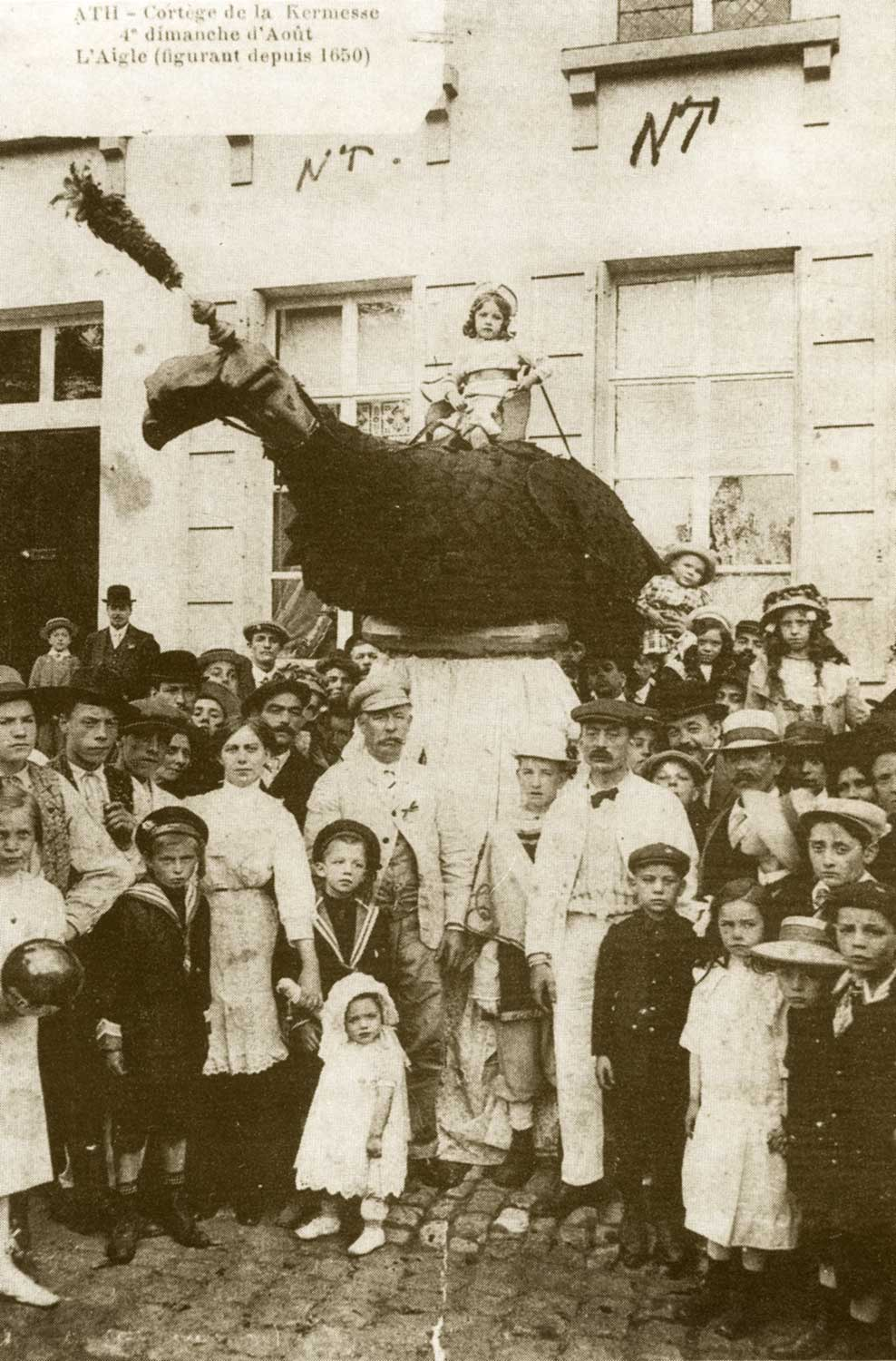
Der bereits doppelköpfige Adler mit Kind im Jahr 1900

Im Ersten Weltkrieg besetzten die Deutschen am Freitag, dem 21. August 1914, die Stadt. Es war der Vorabend der Ducasse. Alle Festlichkeiten wurden abgesagt. Nach dem Ende des Kriegs 1919 wurde der Umzug der Ducasse 1919 zur Siegesfeier umgestaltet und fand zweimal statt. Die Programme kündigten mehr als 1.500 Teilnehmer an: Historische Gruppen (Korps und Berufe, die Revolution von 1830, die gepeinigten Städte und die Soldaten der Flandernschlachten), die um die Riesenfiguren herum marschierten.  Ein von Ochsen gezogener Wagen transportierte die alten Männer und die Kinder. Mit Ausnahme von Goliath und seiner Frau wurden die Riesenfiguren in diese Szenen integriert und mit militärischen Ausstattungsgegenständen versehen.
Im Zweiten Weltkrieg wurde am 26. August 1939 die allgemeine Mobilisierung angeordnet. Dies war der Samstag der Ducasse. Im Jahr 1941 bauten die in Offizierslagern in Deutschland festgehaltenen Kriegsgefangenen in ihrer Freizeit mit Kartonagen, Packpapier, Konservendosen usw. bevorzugt Figuren des Goliaths und seiner Frau wie auch des kleinen Davids, oder des Teufels Magnon mit drei Trommeln. Die Stadt Ath wurde am 4. September 1944 befreit. Am 8. feierte man die „Hochzeit des Goliath“ in Saint Julien vor einer beträchtlichen Menschenmenge.
Seit 1945 ist keine Unterbrechung mehr aufgetreten. Im Jahr 1948 kam das Pferd Bayard wieder hinzu. Wie im Mittelalter wurden für seine Finanzierung Anleihen aufgelegt. Die Gestaltung des Pferdes erfolgte durch René Sansen.

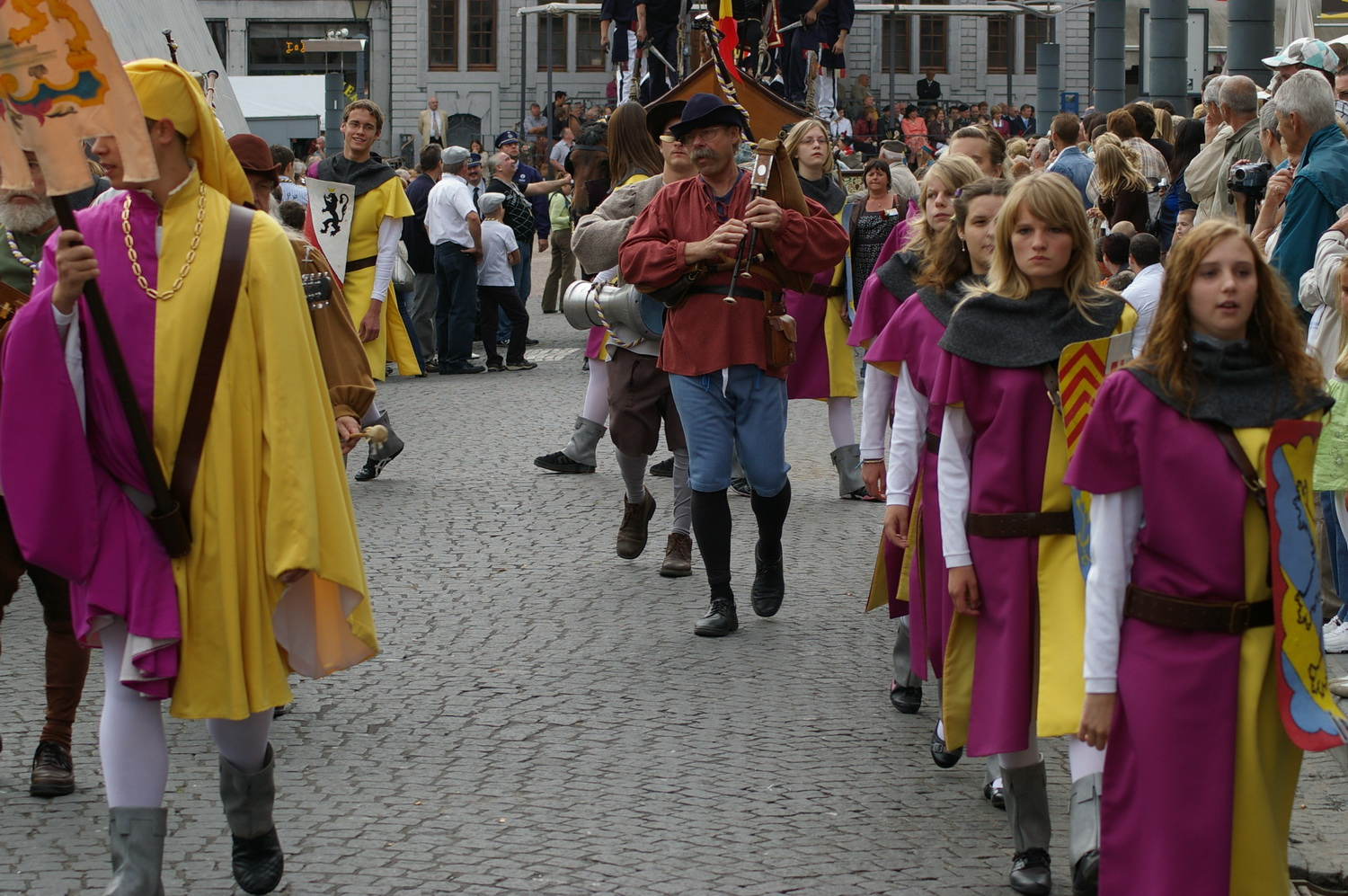
Gruppe der 19 Gemeinden

Eine schwere Krise trat in den 1960er Jahren ein. Damals war der Zug nicht mehr populär und es war kaum möglich, genügend Teilnehmer zu finden. Im Jahr 1966 blieb der Wagen der Navigation in der Halle, da Zugpferde fehlten. Es wurde darüber nachgedacht, die Pferde durch landwirtschaftliche Zugmaschinen zu ersetzen.
Deshalb wurde im Jahr 1968 auf Initiative des Kreises für Geschichte und Archäologie von Ath, ein Ausschuss zur Wiederbelebung des Umzugs gegründet. Dieser ist nun alleine für die Organisation der Festlichkeiten, für die Darstellungen und alle Gerätschaften verantwortlich.
Die Begeisterung für die Ducasse ist mittlerweile wieder so gewachsen, dass es zu viele an der Teilnahme interessierte Personen gibt. Um hier Abhilfe zu schaffen, schuf René Sansen die „Gruppe der Kanoniere des Berges Sarah“. Sie erinnert an die Teilnahme der Bevölkerung von Ath bei der belgischen Revolution von 1830 (mit dem Ziel der Trennung von den Niederlanden).
„Saint Christophe“ ist seit 1976 wieder Bestandteil des Umzugs und die Pferde Diricq seit 1981. Im Jahr 1997 erscheint zur Feier des 20. Jahrestags der Zusammenlegung der Gemeinden in Belgien zum ersten Mal die „Gruppe der 19 Gemeinden“.

## Die Ducasse d’Ath heute

### Ablauf der Feiern
Die Ducasse findet jedes Jahr am vierten Augustwochenende statt und dauert vom Freitag bis zum Montag eine Woche später, also 10 Tage. Die Hauptveranstaltungen finden am ersten Wochenende statt.
Am Freitagnachmittag verlässt der Riese Tirant ancienne sein Depot, um dem Bogenschießenwettbewerb „beizuwohnen“. Traditionell bereiten die Ather Familien das Gericht tarte à masteilles zu, das am nächsten Tag verspeist wird. Nach einem Konzert wird am Abend die Hose – marrones im Dialekt der Picardie – des Goliath verbrannt. Diese wird zuvor eigens von den Trägern des Goliath hergestellt. Der Brauch geht auf einen Hochzeitsbrauch zurück und weist auf die bevorstehende Hochzeit des Goliath hin. Diesen Programmpunkt gibt es seit 1987.
Am Samstagmittag wird die Ducasse um 12 Uhr mit dem Läuten der großen Glocke Marie-Pontoise eingeleitet. Direkt danach folgt ein Konzert des Glockenspiels. Nachmittags begibt sich der Festzug mit den Riesenfiguren vor die Kirche St. Julien. Im Gotteshaus findet eine Gouyasse/Vesper statt. Die Prozessionsriesen bleiben vor dem Kirchenportal. Danach geht der Umzug zurück zum Rathaus, es folgt die „Hochzeit des Goliath“. Die beiden Riesenfiguren tanzen zusammen und küssen sich. Die Musikkapelle spielt das Gouyasse-Lied. Die Zuschauer klatschen und die Garde schießt Ehrensalven. Danach findet vor dem Rathaus der Kampf „David gegen Goliath“ statt. Goliath wartet vor dem Rathaus und der von einem kleinen Jungen dargestellte David tritt vor ihn. Goliath verhöhnt den Knaben und es entwickelt sich ein Streitgespräch, das der französischen Übersetzung des Bibeltexts entspricht. Nach der Bibel hat David den Riesen mit dem Stein aus seiner Steinschleuder getötet, aber in Ath muss er einen kleinen Ball in die Aussparung werfen, durch die der Träger der Goliaths heraussehen kann. Falls er trifft, jubeln die Zuschauer, falls nicht, darf er es nächstes Jahr vielleicht noch einmal versuchen. Abends finden Konzerte und ein Fackelzug der Gruppe Canon du Mont-Sarah statt.
Am Sonntagvormittag zieht der Festzug vom Bahnhof zum Marktplatz, am Nachmittag wieder zurück zum Bahnhof.
Am Montag gehen die Riesenfiguren in die Stadtmitte spazieren. Am Nachmittag tanzen sie für die Patienten und Bediensteten des Krankenhauses und des Altenheims. Es gibt Kutschenfahrten mit einer Stadtführung durch das historische Zentrum der Stadt. Am Stadtplatz findet ein Heißluftballonfest statt.
Am darauf folgenden Donnerstag: Großer Nachtmarkt bis Mitternacht.
Am darauf folgenden Montagnachmittag beenden ein Konzert des Glockenspiels, ein Konzert der Fanfare L'Union de Lorette, welche die letzte Grand Gouyasse spielt, und ein abendliches Feuerwerk die Ducasse.

### Die Figuren der Riesen und Pferde

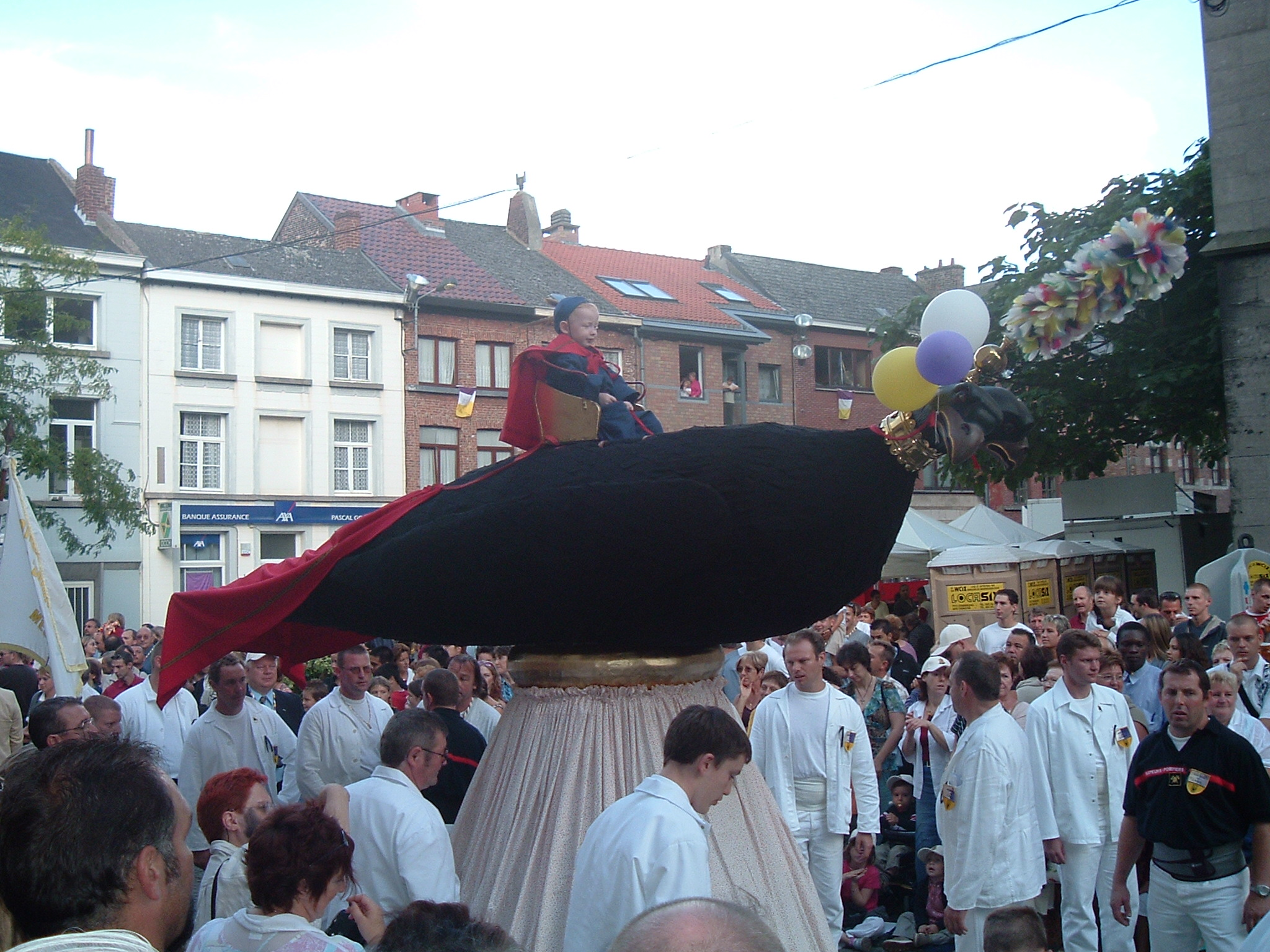
Der Adler mit zwei Köpfen

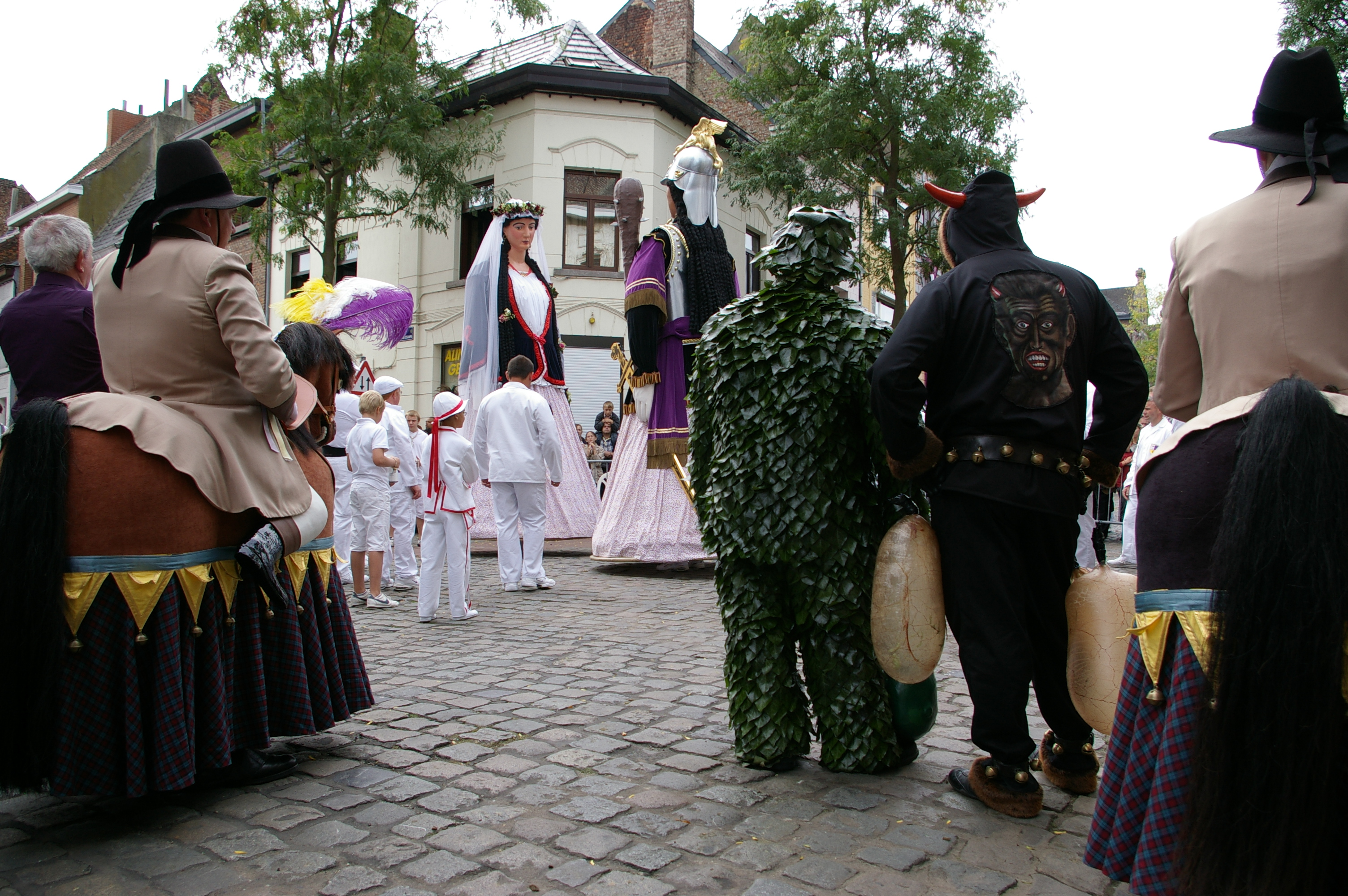
Die Gruppe des Goliath

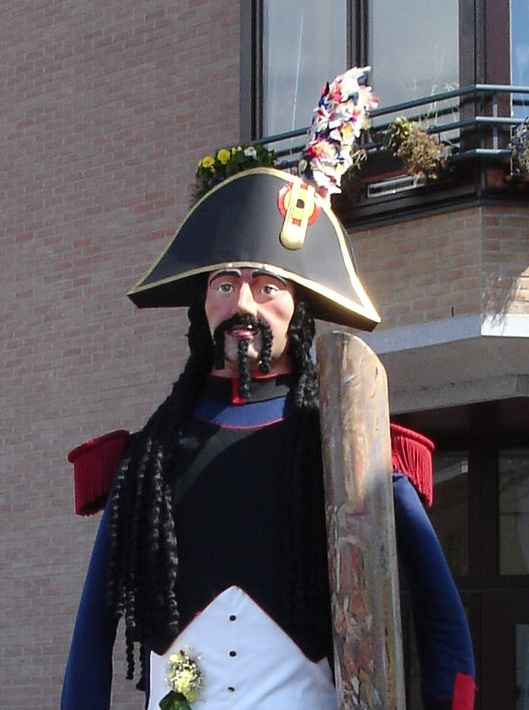
Kopf der Samsonfigur

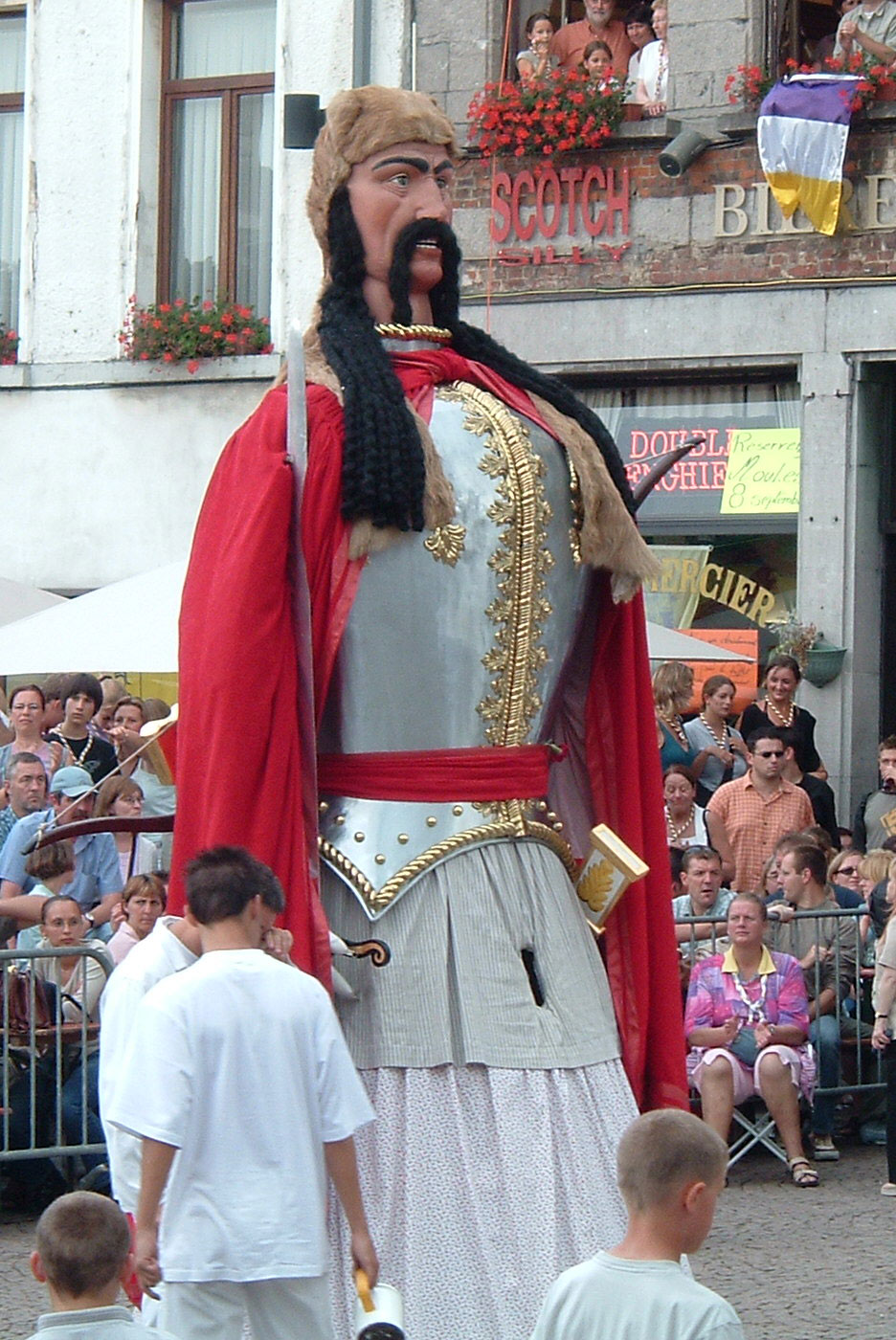
Ambiorix

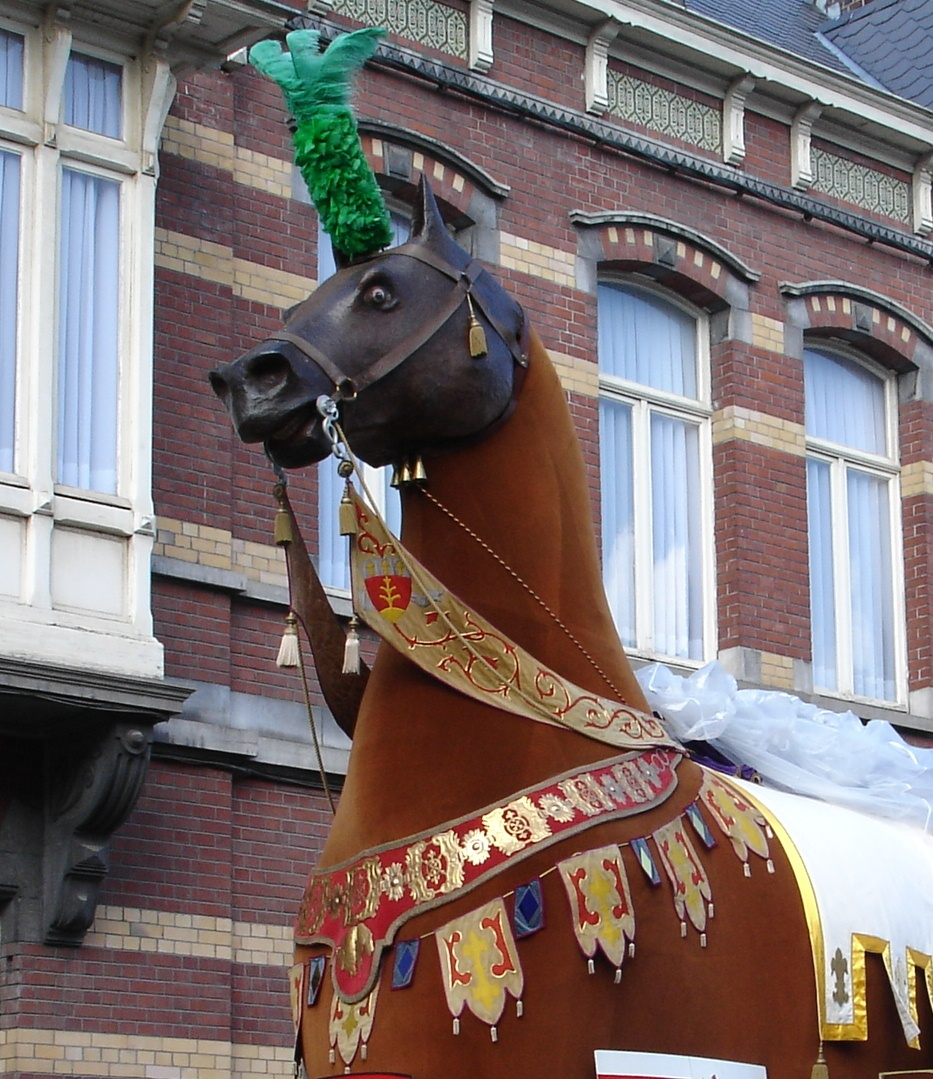
Das Pferd Bayard

Der doppelköpfige Adler von Ath ist 3,30 m hoch und wiegt 116 kg. Der Adler mit zwei Köpfen ist ein Symbol der Heraldik und in ganz Europa und insbesondere in den slawischen Ländern und als Wappen von Österreich verbreitet. Die Darstellung war am Anfang des 18. Jahrhunderts als Adler des Johannes das Symbol der Bruderschaft der Schneider. Es war einköpfig, wie die meisten Adler in Katalonien, wo viele Umzugsriesen existieren. Nach der Verbrennung der Riesenfiguren 1794 erscheint der Adler erstmals 1806 wieder bei der Ducasse d'Ath. Sein Kopf wurde von Emmanuel Florent geschnitzt. Im September 1854, anlässlich eines Besuchs des Prinzen von Brabant, des künftigen Königs Leopold II., bekam er von Clément Gilisquet einen zweiten Kopf, um dem Adler auf dem Wappen der Stadt Ath zu gleichen. Derzeit führt der Adler mit den zwei Köpfen den Umzug der Ducasse an. Unter dem alten Regime kam diese Ehre der Figur Schwan der Bäcker zuteil. Auf dem Adler sitzt ein kleines Kind. Die Riesenfigur des Adlers wird seit 1983 von der Blaskapelle vom Ortsteil Meslin-l'Eveque begleitet.
Herr und Frau Goliath sind die zentralen Figuren der Ducasse. Herr Goliath ist 4 m groß und wiegt 135 kg. Frau Goliath misst 3,75 m und wiegt 112 kg. Goliath ist seit 1481 nachgewiesen, seine Frau seit 1715. Sie tanzen zu einer barocken Air an zwei verschiedenen Stellen, der Pont du Moulin (Mühlenbrücke) und der Pont du Gâdre. Sie werden von der Kapelle Saint-Martin d'Ath begleitet. Die Garde von Goliath, dem Philister, besteht aus dem Hirten David, dem Teufel „Magnon“, der „hommes de feuille“ und „chevaux-jupons“, und den Diricq-Pferden.
Die Figur des Samson ist 4,30 m hoch, wiegt 127 kg und wurde 1679 in das Gefolge der Ducasse d’Ath als Riese der Bruderschaft der Kanoniere eingeführt. Möglicherweise hat schon früher, vielleicht seit dem 15. Jahrhundert, ein Riese Samson an der Prozession teilgenommen, es gibt darüber jedoch keinen schriftlichen Nachweis.
Seit dem 19. Jahrhundert ist er wie seine Begleiter – die Gruppe der Blauen – als französischer Soldat gekleidet. Der biblischen Schilderung entsprechend trägt Samson die Säule des Tempels von Dagān und den Eselskinnbackenknochen. Ihm folgt seit der Zwischenkriegszeit die Blaskapelle (Fanfare) von Moulbaix. Während bei den anderen Riesen Kopf und Oberkörper aus Lindenholz geschnitzt sind, besteht bei der Samsonfigur nur der Bereich des Gesichts aus Holz. Die Figur besteht aus einem Lattengerüst und ist mit bemalter Leinwand bespannt. In Händen hält sie eine Säule aus Marmorimitation und einen braunen Eselskinnbackenknochen. Samsonfiguren als Prozessionsriesen sind auch im Österreichischen Lungau bekannt.
Mlle Victoire (übersetzt: Fräulein Sieg) ist 4,07 m hoch und wiegt 135 kg, Sie ist erstmals 1793 auf Initiative des Bürgermeisters entstanden, um einen Sieg der Österreicher über die Franzosen zu feiern. Die ursprüngliche Figur nahm an keiner Ducasse teil und wurde 1794 mit den anderen Riesenfiguren zerstört. Im Jahre 1860 wurde sie zuerst unter dem Namen „La Ville d'Ath“ wieder hergestellt und wurde später wieder in „Mlle Victoire“ umbenannt. Der Kopf ist ein Werk von Ernest Ouverleaux nach einer Zeichnung von Henri Hanneton, Direktor der Kunstakademie von Ath. Besonders heftig regte sich damals die katholische Presse über den sichtbar getragenen Büstenhalter von Mlle Victoire auf. Mlle Victoire symbolisiert die Stadt Ath, deren Farben sie trägt: violett, weiß und gelb. Die 1851 gegründete Blaskapelle von Lorette spielt die Musik zu ihren berühmten und spektakulären Walzertänzen.
Der Riese Ambiorix: Bei den Figuren Ducasse d' Ath wird seit dem XVIII. Jahrhundert ein Riese der Bogenschützen unter dem Namen Tirant erwähnt. Im Jahr 1850 verwandelt er sich in Ambiorix, um besser in die lokale und nationale Geschichte zu passen. Er behält seinen Bogen und seine Pfeile. Die Blaskapelle von Irchonwelz spielt die Musik zu seinem Tanz. Die aktuelle Figur hat eine Höhe von 3,75 Meter, einen Korb-Durchmesser von 2 Metern und ein Gewicht von 128 kg.
Der Historiker und Bildhauer René Sansen hat die Figuren des Tirant rekonstruiert. Die moderne Figur Tirant l'Ancien, die dem früheren Tirant nachempfunden ist, tritt am Freitag vor der Ducasse im Rahmen des Bogenschießenwettbewerbs auf.
Der Heilige Christophe de Flobecq ist ein Riese auf Stelzen. Gemäß der Goldenen Legende trägt er Personen über den Fluss. Als Figur der Ducasse trägt er das Jesuskind auf seinen Schultern. Er nimmt an der Prozession von Flobecq am letzten Sonntag im Juli und am Umzug der Ducasse d´Ath teil. Er ist in Europas der letzte Prozessionsriese auf Stelzen. Früher gab es derartige Figuren ebenfalls in Spanien und in Portugal. Schon in einer auf das Jahr 1746 datierten Quelle wird der heilige Christophe auf Stelzen erwähnt. Für 1462 und 1487 wird ein Saint Christophe in der Prozession von Ath bestätigt. In die heutige Ducasse d´Ath wurde er im Jahre 1976 wieder aufgenommen. Bei der derzeitigen Figur handelt es sich um eine Kopie der Figur von Flobecq.
Das Pferd Bayard ist ein Riesenpferd, das aus dem Zyklus von Karl dem Großen stammt. Eingeführt in die Prozession im Jahr 1462 verschwand es im Laufe des ersten Viertels des 16. Jahrhunderts. Das Schlachtross mit den vier Söhnen Haimons/Aymons auf dem Rücken, wurde im Jahre 1948 auf Initiative eines Turnvereins in den Umzug aufgenommen und vom Bildhauer und Archäologen René Sansen erstellt. Seit 1958 lassen sechzehn Träger das reich geschmückte Pferd nach der Musik des Blaskapelle von Huissignies tanzen. Das Bayard-Pferd wiegt mehr als 700 kg – einschließlich der Kinder und der Beschallungsanlage für das Wiehern. Seine Höhe beträgt 6,30 m, die Länge 15,20 Meter, die Berechnung des Rauminhalts ergibt 72 Kubikmeter.

### Die Wagen des Umzugs

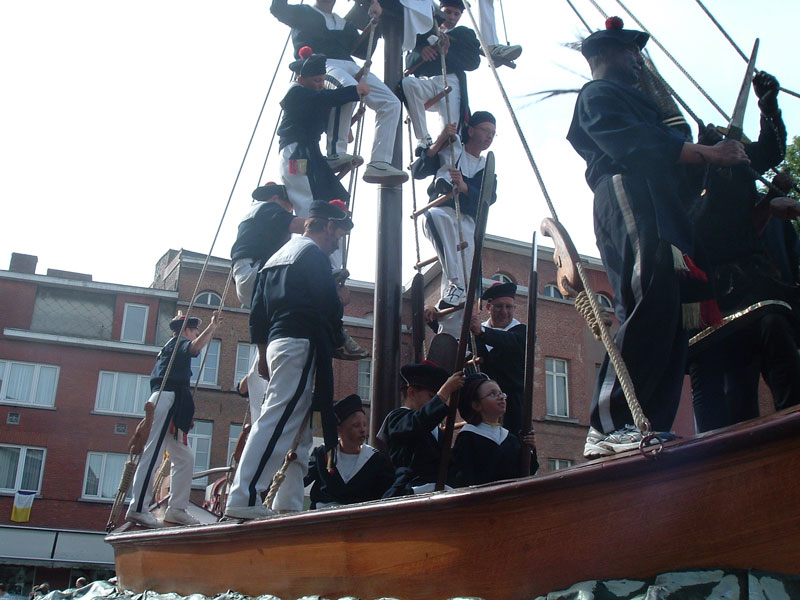
La Barke der neapolitanischen Fischer

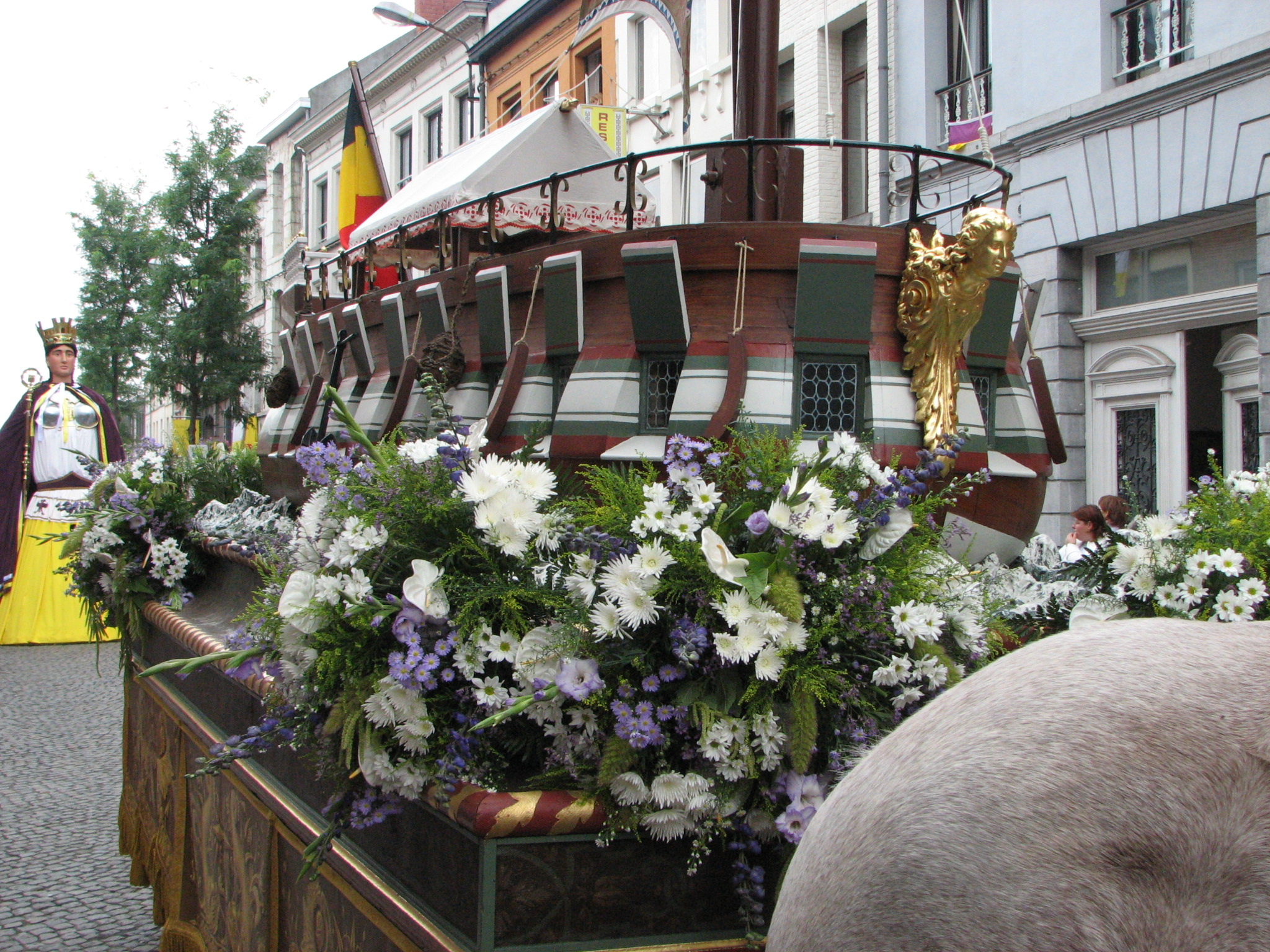
Wagen der Navigation

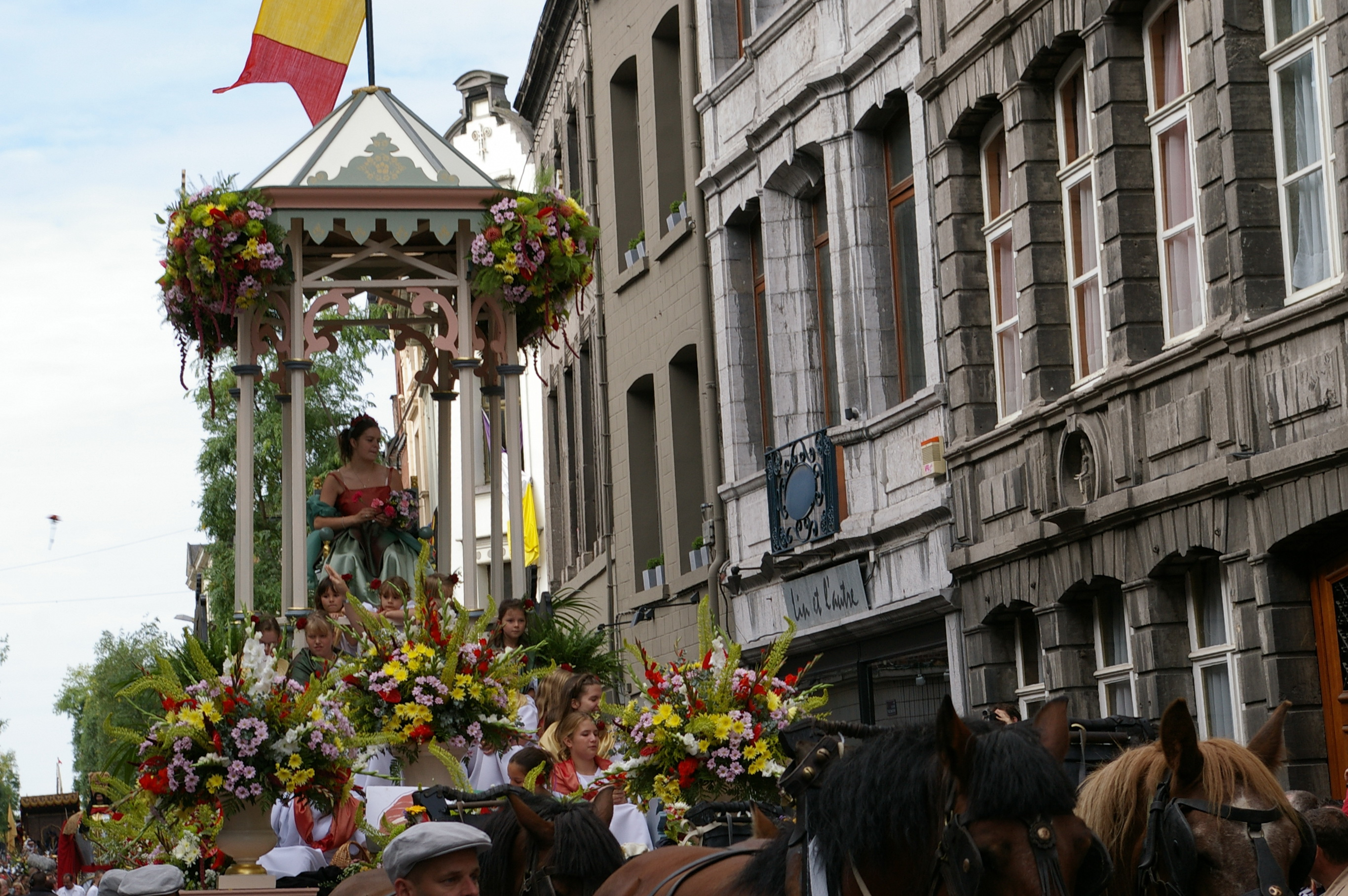
Der Wagen des Gartenbaus im Jahr 2008

Die Barke der neapolitanischen Fischer ist ein mit viel Phantasie gestalteter Wagen. Er wurde von der Gesellschaft „Les Matelots de la Dendre“ (Die Matrosen der Dendre) erstellt. Die Ursprünge des Wagens liegen im Jahr 1853.
Auf dem Wagen des Gartenbaus thront die Göttin Flora unter einem Baldachin im Stil von 1900 über einem Beet mit Blumen und Nymphen. Dieser dekorative Wagen wurde 1850 unter dem Namen „Wagen der jungen Mädchen“ in den Zug aufgenommen. Im Jahr 1851 der Venus gewidmet, wird er 1860 zum Wage der Flora und dann 1876 zum Wagen des Gartenbaus.
Der Wagen der Stände der Provinzen war ursprünglich ein Wagen eines Umzugs, der in Brüssel anlässlich des fünfzigjährigen Bestehens der Eisenbahn organisiert wurde. Er war dort der Wagen der Musik und der Händler (hanseatische Liga). Er wurde 1885 von der Stadt Ath gekauft. Im selben Jahr wurde er in den „Wagen der Provinzen“ umgebaut. Dieser erinnert an die Versammlung der Grafschaft von Hennegau in Ath im Jahre 1572; einem Zeitpunkt, in dem Mons kriegsbedingt von den protestantischen Gegnern Spaniens besetzt war.
Auch aus der Veranstaltung in Brüssel stammt der „Wagen der Navigation“. Er war im Zugteil der Transportmittel und erinnert an eine Barkasse, die im 16. Jahrhundert zwischen Brügge und Gent verkehrte.
Auf dem „Wagen der Landwirtschaft“ ist die Göttin Ceres von Bauern und Bäuerinnen umgeben. Ihr Thron besteht aus Garben, Getreide und landwirtschaftlichen Geräten in einem Dekorstil um 1900. Seine heutige Form hat der Wagen seit 1905. Er ersetzte den Wagen der Schnitter, der bereits im Jahr 1860 existierte, aber gegen Ende des 19. Jahrhunderts verschwand. Der Wagen wird von einer Gruppe von Bauern begleitet.
Den Wagen von Albert und Isabelle gibt es bei der Ducasse seit 1906. Im Jahr zuvor war er Bestandteil des Umzugs zum 75. Jahrestag der Unabhängigkeit in Brüssel. Er erinnert an die Herrschaft der Erzherzöge Albert und Isabelle. Sie waren für den Bau des Rathauses von 1614 verantwortlich.

### Weitere Akteure
Die ersten Riesenträger waren wahrscheinlich Arbeiter der Mühle Estaques, die schwere Säcke auf ihren Schultern gewöhnt waren. Aus dem Jahr 1752 ist überliefert, dass Goliath nur einen Träger hatte. Früher war das Tragen der Riesen ein Privileg für die Mitglieder der alteingesessenen Familien. Dies hat sich zum Teil bis heute erhalten. In der zweiten Hälfte des 20. Jahrhunderts entwickelte sich das Gefolge der Riesen. Von drei Trägern pro Riese vor 1934 über sechs Ende der Sechzigerjahre sind es derzeit (2008) Gruppen von ungefähr 10 Männern. Das Pferd Bayard (600 kg) wird von zwei Teams von je 16 Trägern getragen und belebt. Am Anfang handelte es sich um die Mitglieder eines Turnvereins. Nach und nach haben sich verschiedene externe Personen in die verschiedenen Gruppen integriert. Vor den Trägern sammeln Kinder die von den Zuschauern geworfenen Münzen.

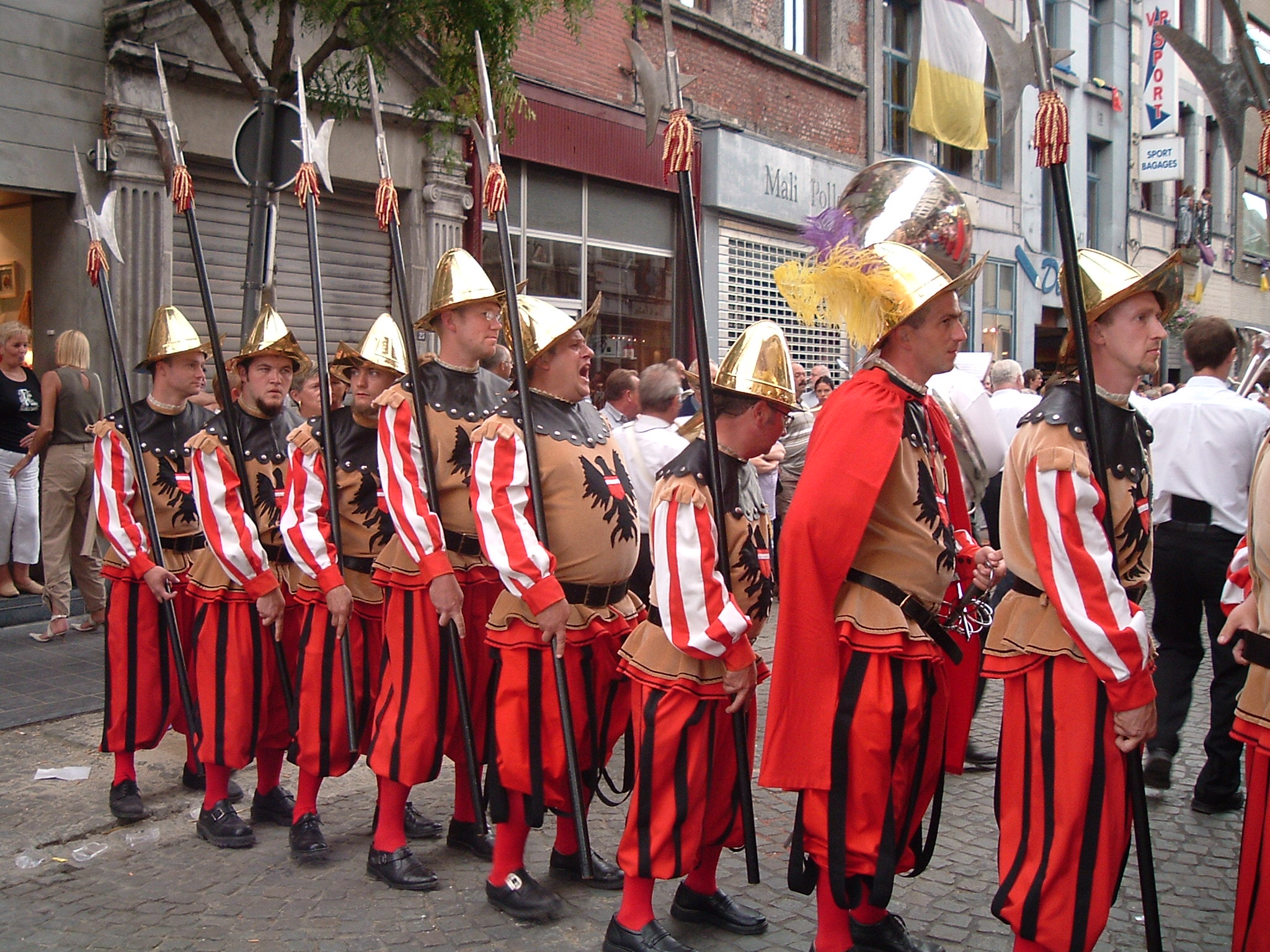
Hellebardenträger, 2005

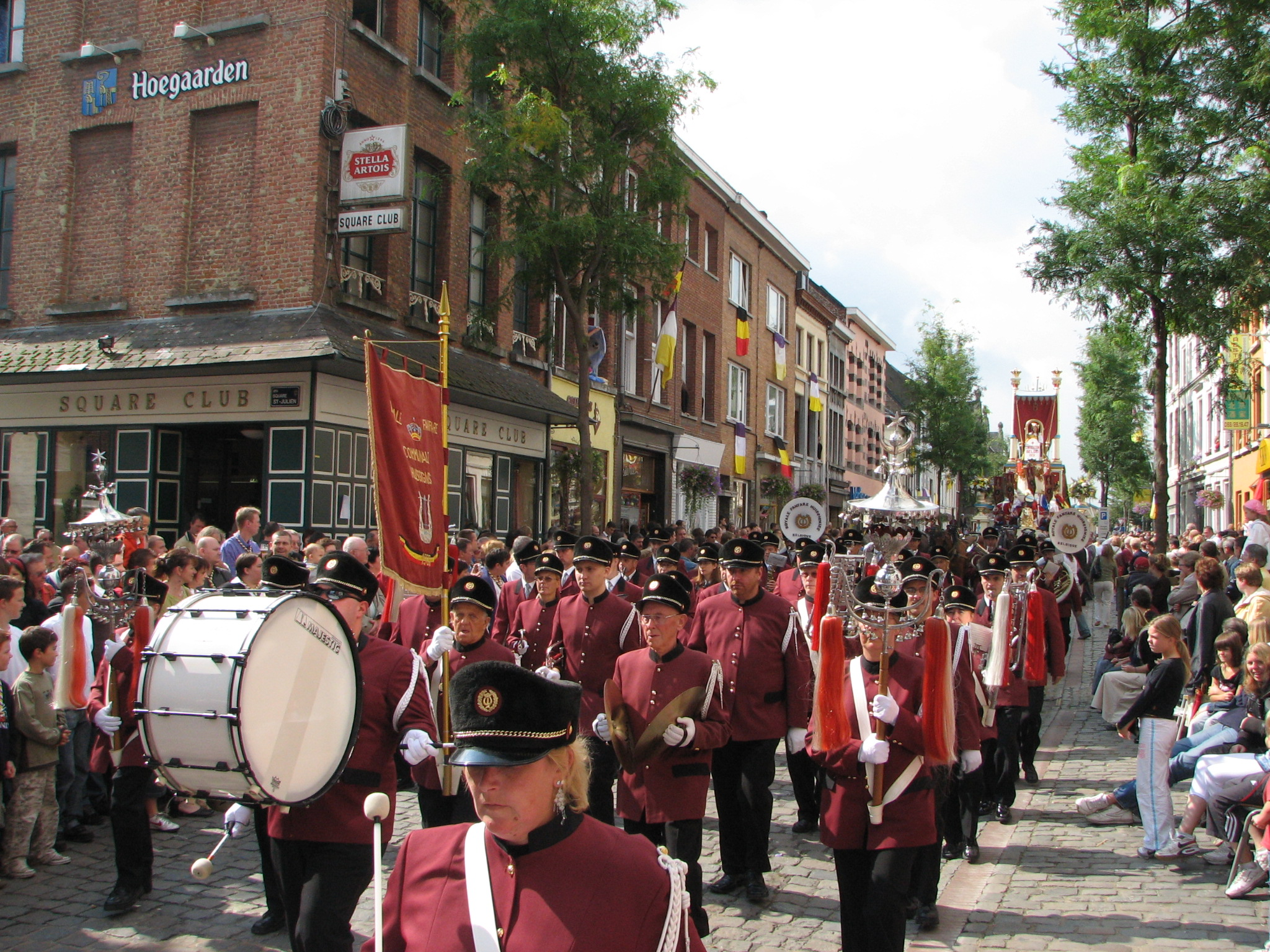
Fanfare de Huissignies

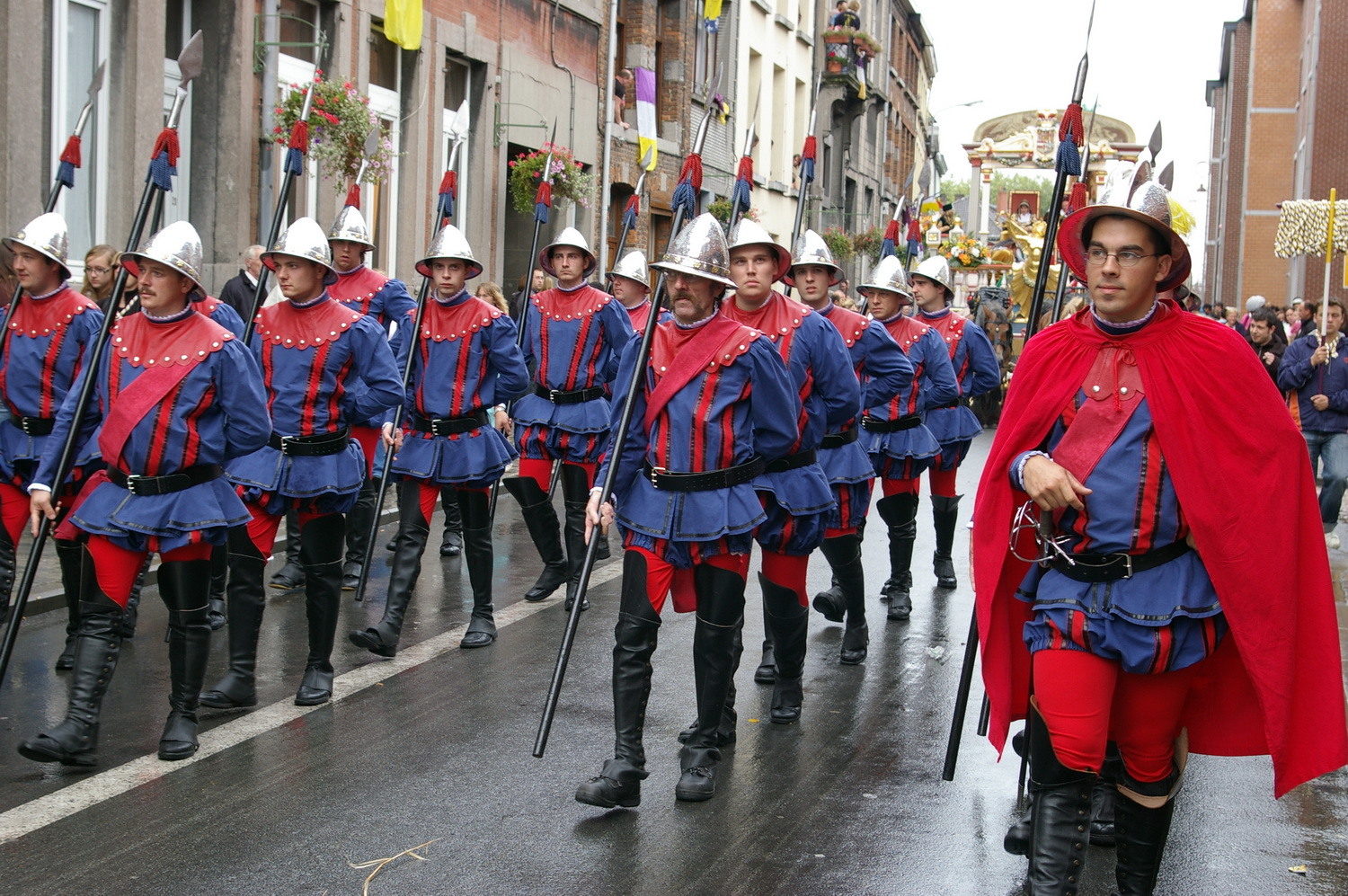
Hommes d'armes

Der Hirte David ist verwandt mit der Familie der Träger des Riesen Goliat. Am Samstag nach den Vespern beginnt er auf dem Hauptplatz den Kampf gegen Goliath, indem er die „Bonimée“ spricht. Der Träger im Korb des Riesen antwortet ihm. Nach Ablauf des Dialogs trotzt David dem Riesen der Philister, indem er einen Ball schleudert, der eine Luke im Riesen treffen muss.
Ungefähr 350 Teilnehmer nehmen am Festzug in fünfzehn weiteren Gruppen teil. Die bekannteste Figur ist die des „Wilden“ auf der Barke der Schiffer von Neapel. Diese Figur ist seit 1873 Bestandteil des Zuges und wirkt so, als wäre sie gerade auf der legendären Insel von Gavatao eingeschifft worden. Der Wilde ist durch seine Possen und seine Schreie eines der spektakulären Elemente des Zugs. Man erzählt, dass er im 19. Jahrhundert das „wilde“ Kaninchen vor der Öffentlichkeit tötete und aß.
Im Festzug sind in einem „Ruhmestempel“ mehrere historische Persönlichkeiten zu finden, die mit der Stadt Ath in Beziehung stehen:
- Jean Taisnier (1508–v.1562), Musiker, Mathematiker, Astrologe
- Michel De Bay (1513–1589), Theologieprofessor an der katholischen Universität Louvain, Theologe beim Konzil von Trient
- Juste Lipse (1547–1603), berühmter Humanist und Absolvent des Collège d'Ath
- Jean Zuallart (1541–1634), Bürgermeister von Ath von 1584 bis 1634, Autor der Beschreibung der Stadt, Pilger in Jerusalem
- Le marquis de Trazegnies (v. 1470–1550), Kastellan d'Ath von 1540 bis 1550.
- Jacques de Fariaux (1627–1695), Militärgouverneur Ath von 1690 bis 1695.
- Simon de Bauffe (1676–1738), österreichischer Militärbaumeister
- Louis Hennepin (geboren in Ath 1626), erforschte den Mississippi River und schrieb Reiseerzählungen
- Eugène Defacqz (1797–1871), Mitglied der Nationalversammlung und erster Präsident des Kassationsgerichts.

Einige Akteure glänzen durch malerischen Schmuck und Kleidung und behalten ihre Rolle über zehn Jahre.
Im Jahre 1969 hatte das Gefolge viel zu wenige Akteure.
Aber ab diesem Tiefpunkt steigerte sich kontinuierlich die Begeisterung für das Fest. Bereits im Jahre 1974 gab es zu viele Akteure. René Sansen, Bildhauer und lokaler Archäologe, schlug vor, eine neue Gruppe um Canon Mont Sarah einzusetzen, um die Revolution von 1830 darzustellen. Diese Gruppe ist heute gut in den sonntäglichen Festzug integriert und zieht zusätzlich mit Fackeln am Samstagabend durch die Stadt. Der Verein „Renovierung des Festzugs“ ist in diesem Zusammenhang entstanden.
Jeder Riese tanzt nach einer individuellen Musik, die von „seiner“ Blaskapelle (fanfare) gespielt wird. Manche Tänze sind traditionell. Goliath und seine Frau tanzen auf den alten Brücken der Stadt den Tanz Gouyasse. Seit dem Ende des 20. Jahrhunderts ist jedem Riesen ein spezielles Lied zugeordnet.
Die Zugpferde sind unentbehrlich für den Festzug. Einige Landwirte halten sie fast nur zu diesem Zweck. Vor einen Wagen werden zwei, vier oder sechs Pferde gespannt. Die Pferde werden ständig von ihren Betreuern begleitet. Mangels Pferde zog im Jahre 1966 ein Traktor den Wagen Landwirtschaft und der Wagen der Navigation blieb im Depot.
Zu Anfang der 1970er Jahre saß ein lebender Hund auf einem der Pferde des Wagens der Stadt Ath. Zwischenzeitlich war er verschwunden. Zu Beginn 21. Jahrhunderts ist er zurückgekommen.

### Videos vom Auftritt der Riesen
- Herr und Frau Goliath I
- Herr und Frau Goliath II
- Samson
- „Fräulein Victoire“
- Der Adler von Ath mit 2 Köpfen
- Tirant ancienne
- Das Pferd Bayard

## Kontroverse mit der UNESCO
Die Ducasse d’Ath, die 2005 als immaterielles Welterbe aufgenommen worden war, wurde 2022 von der UNESCO wegen rassistischer und diskriminatorischer Ereignisse wieder aus der Liste herausgenommen.
In ihrer Begründung beschrieb das Komitee, dass ein „Wilder“ (im Original: „sauvage character“) in Gestalt eines Schwarzen in Ketten bei dem Umzug mitgeführt wird. Dieser wird gemäß der Brussels Times mittels Blackfacing (Gesichtsschwärzung) dargestellt und hatte seit 2019 zu Protesten von Antirassismus-Organisationen geführt.
Dies ist mit den Statuten des Immateriellen Welterbes unvereinbar, sodass die Veranstaltung mit Zustimmung Belgiens aus der Liste herausgenommen wurde. Dieser Vorgang entspricht unter anderem dem Beispiel des Aalster Karnevals, der die Liste 2019 wegen der Kritik an wiederholten rassistischen und antisemitischen Darstellungen verließ.

### Deutschsprachig
- Walter Aumayr: Bei Samsons Verwandten in Belgien. In: Roland Flomair, Lucia Luidold (Hrsg.): Riesen, Sondernummer in Form eines Buches der Zeitschrift Salzburger Volkskultur. Anton Pustet, Salzburg c 1996, ISBN 3-7025-0346-3, S. 76 ff.
- Klaus Beitl: Die Umgangsriesen. Verlag Notring der wissenschaftlichen Verbände Österreichs, Wien 1961.

### Französischsprachig
zitierte Literatur:
- J. P. Ducastelle: Bayard, cheval merveilleux. In: Bulletin du cercle royal d'Histoire et d'archéologie d'Ath. Ath 2008.
- E. Fourdin: La procession et la Foire communales d'Ath – Notice historique. In: Annales du Cercle Archéologique de Mons. Mons, t, IX, 1869.
- René Meurant: La Ducace d'Ath. Ath 1981, OCLC 163993684